# István Szamosközy
István Szamosközy (1570-1612), también conocido por su nombre latinizado, Stephanus Zamosius, fue un ilustre humanista e historiador húngaro.

## Biografía
Nació en Cluj-Napoca, Transilvania, de familia calvinista. Se distinguió en sus estudios en las Universidades de Heidelberg y Padua. En 1593, retornó a su país, donde trabajó en el archivo de la Corte de Transilvania en Alba Iulia. Fue nombrado por Esteban Bocskai cronista oficial de la Corte.

## Sus obras
Szamosközy fue fundamentalmente un historiador que aprovechó su estancia en la Corte transilvana para recopilar materiales para su inconclusa Historia de Hungría, de la que solo quedan algunos restos en copias manuscritas, y que se inspiró en el modelo de las Décadas de Antonio Bonfini. Además publicó un tratado sobre numismática, publicó una colección de inscripciones romanas de Dacia, una historia del año 1594, y otras obras de carácter historiográfico.